# Confine tra Cile e Perù
Il confine tra il Cile e il Perù descrive la linea di demarcazione tra questi due stati. Ha una lunghezza di 160 km.

## Caratteristiche
La linea di confine interessa la parte nord del Cile e quella sud del Perù. Ha un andamento generale da ovest verso est.

Dettaglio sul confine tra il Cile e il Perù

Viene chiamato linea della concordia e fu definito dal Trattato di Lima del 1929.
Inizia sulla costa dell'oceano Pacifico e termina alla triplice frontiera tra Bolivia, Cile e Perù.